# 拉戈韋爾德 (智利)
44°14′S 71°50′W / 44.233°S 71.833°W

拉戈韋爾德（西班牙語：Lago Verde），是智利的城鎮，位於該國中南部伊瓦涅斯將軍艾森大區的科伊艾克省，始建於1926年12月26日，面積5,622.3平方公里，海拔高度422米，2012年人口860人，人口密度每平方公里0.15人。